# Bullockia impressinervia
Bullockia impressinervia là một loài thực vật có hoa trong họ Thiến thảo. Loài này được (Bridson) Razafim., Lantz & B.Bremer mô tả khoa học đầu tiên năm 2009.